# Poste avancé
Pour plus de détails, voir Fiche technique et Distribution.
Poste avancé (Northwest Outpost) est un film américain réalisé par Allan Dwan, sorti en 1947.

## Fiche technique
- Titre original : Northwest Outpost
- Titre français : Poste avancé
- Réalisation : Allan Dwan
- Scénario :  Elizabeth Meehan, Richard Sale
- Direction artistique : Hilyard Brown
- Décors : John McCarthy Jr., James Redd
- Costumes : Adele Palmer
- Photographie : Reggie Lanning
- Son : Earl Crain Sr., Howard Wilson
- Montage : Harry Keller
- Musique : Rudolf Friml
- Lyrics : Edward Heyman
- Direction musicale : Robert Armbruster
- Production : Allan Dwan
- Société de production : Republic Pictures
- Société de distribution : Republic Pictures
- Pays de production :  États-Unis
- Langue originale : anglais
- Format : Noir et blanc  — 35 mm — 1,37:1 — son mono
- Genre : Film musical
- Durée : 91 minutes
- Dates de sortie : 
  - États-Unis : 25 juin 1947
  - France : 26 juillet 1950

## Distribution
- Nelson Eddy : Capitaine Jim Laurence
- Ilona Massey : Natalie Alanova
- Joseph Schildkraut : Comte Igor Savin
- Elsa Lanchester : Princesse Tanya
- Hugo Haas : Prince Nickolai Balinin
- Lenore Ulric : Baronne Kruposny
- Peter Whitney : Volkoff
- Tamara Shayne : Olga
- Erno Verebes : Kyril
- George Sorel : Baron Kruposny
- Rick Vallin : Dovkin